# Nauzontla
Nauzontla es una localidad del estado mexicano de Puebla. Es cabecera del municipio de Nauzontla.

## Demografía
| Censo | Población |
| ----- | --------- |
| 1900  | 2142      |
| 1910  | 1523      |
| 1921  | 1095      |
| 1930  | 914       |
| 1940  | 1476      |
| 1950  | 1369      |
| 1960  | 1196      |
| 1970  | 1400      |
| 1980  | 1534      |
| 1990  | 1617      |
| 1995  | 1198      |
| 2000  | 1230      |
| 2005  | 1204      |
| 2010  | 1204      |
| 2020  | 1122      |